# 구포 나들목
구포 나들목(Gupo IC)은 부산광역시 북구 만덕동에 위치한 입체 교차로이다. 1978년 6월 22일에 고속도로에서 지정 해제되어 부산광역시도 제66호선에 편입되었던 이 나들목과 덕천 나들목까지의 고속도로 진입로(남해고속도로 연결도로)가 설치되어 있다. 고속도로 지정 해제 구간을 이용하여 부산 시내로의 진입을 편리하게 할 수 있다.

## 연혁
- 1973년 11월 14일 : 나들목 개통

## 유래
나들목은 북구 만덕동에 위치하고 있지만, 그 일대가 구포(龜浦)라는 이름으로 많이 불렸기 때문에 구포 나들목이라는 명칭이 사용되었다.

## 위치
구포 나들목은 남해고속도로의 덕천 나들목에서 1.73㎞에 위치하며, 만덕대로에서 갈라져 나온 폭 20.3m의 왕복 4차선 도로이다.

## 건립
구포 나들목은 서부 경상남도와 전라남도 순천시까지 연결되는 남해고속도로의 진입로이자 종착점으로, 항만 물동량의 원활한 수송과 물류비용 절감을 위해 건립되었으며, 최근에는 진주, 창원, 마산과 동래구, 해운대구를 연결하여 접근성을 향상시켰다.

## 완공
남해고속도로와 함께 1972년 1월에 착공하여 1년 10개월 만인 1973년 11월에 완공되었다.

## 현황
구포 나들목은 남해고속도로와 연결되는 접속도로로 만들어졌고, 덕천 나들목에서 구포 나들목까지는 한국도로공사가 아닌 부산광역시에서 관리한다. 고속도로에서는 빠져 있으나, 남해고속도로와 만덕대로를 연결한다. 서쪽은 순천 방향, 동쪽은 부산 방향으로 연결된다. 남해고속도로의 시작점이기 때문에 순천 방향으로는 진입로만, 부산 방향으로는 진출로만 만들어져 있다.
구포 나들목은 만덕대로와 연결되어 있다. 만덕대로로 진입하면 만덕터널을 지나 동래로 연결된다. 덕천동이나 화명동을 가기 위해서는 만덕대로 진입 이후 만덕 교차로에서 유턴을 하거나 덕천 나들목에서 진출하여야 한다. 구포 나들목은 부산에서 가장 정체가 심한 곳 중 하나이고 부산 방향은 항상 정체가 나타나는 곳으로, 특히 퇴근 시간과 주말에는 정체가 매우 심하다. 출근 시간에는 순천 방향도 정체가 매우 심하게 나타난다.

## 구조물 정보
- 위치: 부산광역시 북구 만덕동

## 접속하는 도로
- 만덕대로 (부산광역시도 제40호선, 부산광역시도 제66호선)
- 남해고속도로 연결도로 (부산광역시도 제66호선)

## 참고 문헌
- 내부자료 (부산광역시 교통정책과, 2012)
- 도로 정비 기본 계획 (부산광역시 도로계획과, 2012)
- 차량 교통량 조사 결과 (부산광역시, 2012)